# Aeromot AMT-600 Guri

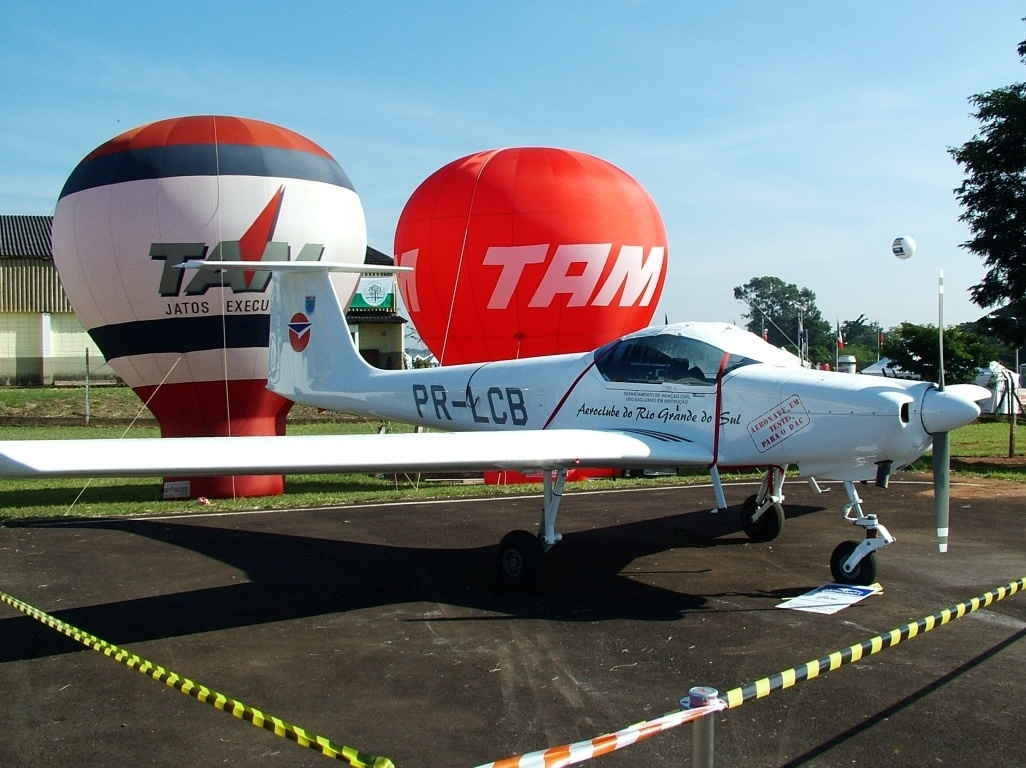
Exemplar do Aeromot AMT-600 Guri em exposição

O AMT-600 Guri é uma aeronave monomotor de asa baixa cantilever fabricada no Brasil que foi desenvolvida pela Aeromot, fabricante do Rio Grande do Sul, para a prática de treinamento e instrução primária de pilotagem, possuindo dois lugares (lado a lado) na cabine e "canopy" com abertura longitudinal (de frente para trás), empenagem em "T" e trem de pouso fixo e triciclo.

## Motor
A aeronave é equipada com um motor alternativo modelo Lycoming O-235 N2C ou O-235 NBR (versão brasileira) de simples aspiração e hélice de passo fixo. O cilindro possui 13,02cm (5,125 pol) de diâmetro, com 5915,73cm³ (361,0 pol³) cilindradas e curso do pistão de 11,11cm (4,375 pol), a taxa de compressão é de 8,5:1.
O motor do AMT-600 Guri possui quatro cilindros opostos horizontalmente, transmissão direta e refrigeração a ar. Sua potência chega à 116HP e sua rotação máxima é de 2800 RPM.

## Hélice
A aeronave possui uma hélice modelo 72CK-0-50 de duas pás, o fabricante é a Sensenich. A hélice é de passo fixo e possui 1829mm de diâmetro.

## Combustível
O tanque do AMT-600 Guri tem capacidade total para 90 litros (24 US Gal) de combustível, sendo que 88 litros (23,4 US Gal) representa o combustível utilizável. Utiliza gasolina tipo avião ASTM-D-910-79 com índice de octanagem mínimo de 100 - Verde ou 100LL - Azul.
Com tanque cheio, a autonimia do Guri fica em aproximadamente 4 horas e meia.

## Pesos
A aeronave possui peso máximo de 900 kgf, tanto para decolagem quanto para pouso. Seu peso vazio básico é de 675kgf, podendo variar de acordo com instrumentos a mais que sejam instalados no avião. Sua carga útil máxima é de 225 kgf.
O bagageiro comporta um peso máximo de 10 kgf.

## Informações Gerais
- Nome:                AMT-600 Guri
- Fabricante:          AEROMOT
- Ocupantes:           2 pessoas (lado a lado)
- Comprimento:         8,20 m
- Envergadura:         10,50 m
- Altura:              2,51 m